# Caudites leguminosus
Caudites leguminosus is een mosselkreeftjessoort uit de familie van de Hemicytheridae. De wetenschappelijke naam van de soort is voor het eerst geldig gepubliceerd in 1963 door Bold.